# Oriencyrtus beybienkoi
Oriencyrtus beybienkoi är en stekelart som beskrevs av Sugonjaev och Trjapitzin 1974. Oriencyrtus beybienkoi ingår i släktet Oriencyrtus och familjen sköldlussteklar.
Artens utbredningsområde är Mongoliet. Inga underarter finns listade i Catalogue of Life.